# Maralixibat
Maralixibat, vendido bajo la marca Livmarli, es un medicamento utilizado para tratar el picor o prurito colestásico debido a las sales biliares altas en personas con síndrome de Alagille. Este medicamento se utiliza en personas mayores de 2 meses a 1 año, y se toma por vía oral.
Los efectos secundarios de este medicamento  incluyen diarrea, dolor abdominal, vitaminas liposolubles bajas, problemas hepáticos, hemorragia gastrointestinal y fracturas óseas. Se cree que es seguro durante el embarazo. Es un inhibidor del transportador ileal de ácidos biliares.
Este medicamento fue aprobado para uso médico en los Estados Unidos en el 2021. En Europa está disponible como medicamento huérfano. En los Estados Unidos, 30 ml de solución de 9,5 mg/ml cuestan alrededor de 54.000 dólares estadounidenses en 2022.

## Mecanismo de acción
Maralixibat es un inhibidor reversible del transportador ileal de ácidos biliares (IBAT). Disminuye la reabsorción de ácidos biliares (principalmente las formas de sal) del íleon terminal.